# Lady Sia
Lady Sia est un jeu vidéo de plates-formes développé par RFX Interactive et édité par TDK Mediactive, sorti en 2001 sur Game Boy Advance. Sorti aux États-Unis le 15 octobre 2001 et sorti en Europe le 19 octobre 2001. Lady Sia est l'un des rares jeux originaux produits par RFX Interactive.

## Système de jeu
Lady Sia est un jeu de plateforme traditionnel avec des éléments d'action-aventure. En tant que tel, les joueurs doivent faire attention aux nombreux ennemis et s'assurer de ne pas tomber des plates-formes. Le monde que Sia doit traverser est divisé en quatre zones, chacune étant divisée en quatre niveaux, un combat de boss principal et un niveau bonus. Les niveaux se concentrent soit sur le combat, soit sur l'acrobatie . Sia a trois vies par niveau, mais le joueur peut temporairement en acquérir davantage en collectant des gemmes. Si le joueur perd une vie, il doit recommencer au début du niveau ou au dernier point de contrôle . Les points de contrôle se trouvent à mi-chemin de chaque niveau et sont généralement représentés par des images tourbillonnantes dorées qui se transforment en une image de Sia lorsqu'elles sont activées. Si toutes les vies sont perdues, Sia est « jetée en prison » et le joueur dispose de dix secondes pour décider de recommencer le niveau ou de quitter.
Un score parfait sur un niveau est de 100 points : cinq points par point de vie , un point par point de magie , un point par gemme à collectionner et cinq points par prisonnier libéré. Obtenir un score parfait pour chacun des quatre niveaux d'une zone donne accès au niveau bonus. De plus, Sia doit prouver sa valeur aux autres chefs dans les trois premiers niveaux de la deuxième zone en combattant deux d'entre eux et en affrontant un troisième. Le statut de Sia après ces combats de boss n'a aucun effet sur son score pour ce niveau. Vaincre le boss principal de chaque niveau donne accès à la zone suivante. Tous les niveaux et combats de boss peuvent être rejoués autant de fois que souhaité.

## Accueil
- Jeuxvideo.com : 15/20[4]